# Thera (geslacht)
Thera is een geslacht van vlinders uit de familie van de spanners (Geometridae) en de onderfamilie Larentiinae.

## Soorten
- T. abolla Inoue, 1943
- T. atrinotata Joannis, 1929
- T. bellisi Viidalepp, 1977
- T. britannica

Schijn-sparspanner Turner, 1925
- T. cembrae (Kitt, 1912)
- T. cognata (Thunberg, 1792)
- T. comis Butler, 1879
- T. comitabilis Prout, 1923
- T. contractata Packard, 1873
- T. cupressata

Cipresspanner (Geyer, 1831)
- T. cyphoschema Prout, 1926
- T. dentifasciata Hampson, 1895
- T. dilectaria Bang-Haas, 1910
- T. distracta Sterneck, 1928
- T. djakonovi Kurentzov, 1950
- T. etes Prout, 1926
- T. exangulata Warren, 1909
- T. expiata Püngeler, 1904
- T. fedtschenkoi Erschoff, 1874
- T. georgii Hulst, 1896
- T. gibbiata Constantini, 1926
- T. guriata Von Emich, 1873
- T. hospes Djakonov, 1955
- T. juniperata Linnaeus, 1758 - jeneverbesspanner
- T. kurilaria Bryk, 1942

- T. obeliscata

Naaldboomspanner Hübner, 1787
- T. praefecta Prout, 1914
- T. procteri Brower, 1940
- T. serraria Zeller, 1846
- T. sounkeana Matsumura, 1927
- T. stragulata Hübner, 1800
- T. subcomis Inoue, 1978
- T. tabulata Püngeler, 1909
- T. taigana Djakonov, 1926
- T. tephroptilus Fletcher, 1961
- T. undulata Warren, 1888
- T. variata

Sparspanner Denis & Schiffermüller, 1775
- T. variolata Staudinger, 1900
- T. vetustata (Denis & Schiffermüller, 1775)